# Sonic Dream Team
Sonic Dream Team ist ein 3D-Jump-’n’-Run-Computerspiel, das von SEGA HARDlight entwickelt und von Sega am 5. Dezember 2023 exklusiv für Apple Arcade, welches mittels iOS, iPadOS, macOS, tvOS und Apple TV erreichbar ist, veröffentlicht wurde.
Das Spiel bietet klassische 3D-Level, welche vage an Sonic Adventure (1998) und Sonic Adventure 2 (2001) angelehnt sind, sechs spielbare Charaktere, eine Handlung, vier Welten mit mehreren Leveln und Missionen sowie englische Sprachausgabe.

## Handlung
Dr. Eggman hat Cream the Rabbit entführt und hält sie in seiner Basis gefangen. Als Sonic, Tails, Knuckles, Amy und Rouge zur Rettung eilen, finden sie Dr. Eggman, Cream und Cheese überraschenderweise im Tiefschlaf vor. Tails findet heraus, dass Dr. Eggman mit einem Relikt versucht haben muss, die Traumwelten zu lenken, ehe auch die fünf Freunde plötzlich und unerwartet fest einschlafen.
Sonic trifft in der Traumwelt auf Ariem, die sich als Traumweberin und Hüterin der Reverie bezeichnet und die Traumwelten als ihre Heimat, Reverie Haven, bezeichnet. Ariem berichtet, dass sich Dr. Eggman der Traumwelten bemächtigen wollte, was jedoch nur einem reinen Herzen vorbehalten ist, weswegen er Cream entführte und sie für diesen Zweck benutzen wollte. Zwar konnte Ariem Dr. Eggman in seinen eigenen Traumwelten versiegeln, jedoch nicht vertreiben: Dafür benötigt sie die Traumkristalle, welche nun von Sonic in den Traumwelten gefunden werden müssen. Auf seiner Suche nach den Traumkristallen vereint er sich nach und nach mit Amy, Tails, Cream, Knuckles und Rouge zu einer Heldengruppe, welche gemeinsam möglichst viele Traumkristalle sucht, um Dr. Eggman in seinem eigenen Traum bezwingen zu können.

## Gameplay
Sonic Dream Team kann auf bestimmten Geräten zwar mittels Touchscreensteuerung genutzt werden, das Koppeln eines Gamepads wird aber ausdrücklich empfohlen. Der Spieler übernimmt die Kontrolle über eine der sechs spielbaren Figuren in einer dreidimensionalen Welt namens Reverie Haven. Bei Berührung können die goldenen Ringe eingesammelt werden; nimmt die Spielfigur Schaden, verliert sie die Ringe. Nimmt die Spielfigur Schaden, ohne Ringe zu besitzen, fällt in einen tödlichen Abgrund oder ertrinkt, muss der Spieler vom letzten Rücksetzpunkt erneut beginnen. Alle Spielfiguren können laufen, springen oder mit einem Boost beschleunigen. Durch das Einsammeln der Blitzsymbole in den Leveln kann kurzzeitig ein noch schnellerer Boost eingesetzt werden. Objekte und Gegner in der Nähe werden anvisiert und können mit der Homing Attack blitzartig erreicht bzw. attackiert werden. Sonic und Amy verfügen zudem über den Light Speed Dash, mit denen sie einer Reihe von Ringen automatisch folgen. Tails und Cream können für einen gewissen Zeitraum frei fliegen. Knuckles und Rouge können horizontal schweben und an Wänden klettern.
Das Spiel besteht nach einem Einführungslevel namens Intro aus vier Zonen (Scrambled Shores, Dream Factory, Nightmare Maze und Ego City) mit regulär vier Acts, die als Level definiert werden können. In jedem ersten bis dritten Act gibt es fünf Aufgaben, welche bei erfolgreichem Bewältigen jeweils einen Traumkristall freigeben. Die Aufgaben können daraus bestehen, das Level in einer vorgegebenen Zeit abzuschließen, bestimmte Kontrollpunkte zu passieren oder sechs verteilte Traumkristallsplitter zu finden und sind teils einer Vorauswahl von bestimmten Spielcharakteren vorenthalten. Die erste Aufgabe eines Acts enthält zudem fünf rote Ringe, welche beim Komplettieren ebenfalls einen weiteren Traumkristall geben, sowie 30 blaue Münzen, welche jedoch ziemlich gut versteckt sind und zumeist alle Charaktertypen zum Komplettieren erfordern. Durch das Sammeln von Traumkristallen schaltet man weitere Acts frei für bestimmte Aufgaben erhält man anschaubare Statuen von Charaktermodellen in einer Galerie. Der vierte Act einer Zone besteht jeweils aus einem Bosskampf gegen einen von Dr. Eggmans Traummonster.

## Synchronisation
Sonic Dream Team verfügt ausschließlich über englischsprachige Synchronausgabe mit Untertiteln auf Deutsch sowie einigen weiteren Sprachen und ist damit das erste Sonic-Spiel mit englischer, aber ohne deutsche, französische, spanische oder italienische Sprachausgabe seit Mario & Sonic bei den Olympischen Spielen London 2012 (2011) und das erste Sonic-Spiel mit englischer, aber ohne japanische Sprachausgabe seit Sonic Rivals 2 (2007).
Es wurden die etablierten englischsprachigen Synchronsprecher für die bereits bekannten Spielfiguren eingesetzt. Der neue Charakter Ariem wird von Jeannie Tirado gesprochen. Einzig für die Töne und Laute des Chao Cheese wurden alte Archivaufnahmen von Ryō Hirohashi verwendet.
| Synchronsprecher in Sonic Dream Team | Synchronsprecher in Sonic Dream Team |
| Figur im Spiel                       | Englischer Synchronsprecher          |
| ------------------------------------ | ------------------------------------ |
| Sonic the Hedgehog                   | Roger Craig Smith                    |
| Miles Tails Prower                   | Colleen O’Shaughnessey               |
| Knuckles the Echidna                 | Dave Mitchell                        |
| Amy Rose                             | Cindy Robinson                       |
| Rouge the Bat                        | Karen Strassman                      |
| Cream the Rabbit                     | Michelle Ruff                        |
| Dr. Eggman                           | Mike Pollock                         |
| Ariem                                | Jeannie Tirado                       |
| Cheese                               | Ryō Hirohashi                        |

## Entwicklung
Die Existenz der Entwicklung dieses Spiels konnte erstmals angenommen werden, als Sega Europe am 22. Juli 2022 ein Stellenausschreiben für einen Lead Artist für „a new, exciting, and ambitious narrative driven platform game“ auf der Internetseite „Gameindustrybiz“ publizierte. Die zwei Lead Artists für Sonic Dream Team wurden laut Credits des Spiels letztendlich Holli Packwood-Price und Jack Hamilton.
Am 1. November 2023 wurde Sonic Dream Team mit einem Ankündigungstrailer auf dem offiziellen YouTube-Kanal „Sonic the Hedgehog“ erstmals vorgestellt. Im Anschluss verkündete Ian Flynn sein Mitwirken am Spiel als Writer und Tee Lopes gab bekannt, als Composer beteiligt gewesen zu sein. Am 5. Dezember 2023 wurde Sonic Dream Team dann exklusiv auf Apple Arcade veröffentlicht.

## Rezeption
Sonic Dream Team erhielt bislang vorwiegend gute Wertungen.